# 兵庫県道350号松尾青野ヶ原停車場線
兵庫県道350号松尾青野ヶ原停車場線（ひょうごけんどう350ごう まつおあおのがはらていしゃじょうせん）は、兵庫県加東市から小野市に至る一般県道である。

## 概要
加東市松尾から小野市復井町に至る。

### 路線データ
- 起点：加東市松尾（山国西交差点、国道372号交点、兵庫県道567号東古瀬穂積線上）
- 終点：小野市復井町（JR西日本加古川線 青野ケ原駅前）
- 総延長：4.564 km

## 歴史
- 2024年（令和6年）12月21日 - 大門橋の新橋（加東市大門 - 小野市復井町）が開通する[1]。

## 路線状況

### 重複区間
- 兵庫県道567号東古瀬穂積線（加東市松尾・山国西交差点（起点） - 加東市出水・出水東交差点）

### 道路施設

#### 橋梁
- 福吉橋（出水川、加東市）
- 大門橋（加古川、加東市 - 小野市） - 延長158 m、2024年（令和6年）新橋完成[1]。

## 地理

### 通過する自治体
- 加東市
- 小野市

### 交差する道路
| 交差する道路                                     | 交差する場所 | 交差する場所        |
| ------------------------------------------------ | ------------ | ------------------- |
| 国道372号 兵庫県道567号東古瀬穂積線 重複区間起点 | 松尾         | 山国西交差点 / 起点 |
| 兵庫県道567号東古瀬穂積線 重複区間終点           | 出水         | 出水東交差点        |
| 国道175号 / 社バイパス 国道427号 重複            | 出水         | 出水交差点          |
| 兵庫県道351号大門小田線                          | 大門         | 大門交差点          |

### 沿線
- 大門郵便局
- 加古川
- JR西日本加古川線 青野ケ原駅